# Fotogramas de Plata 1992
La 43a cerimònia de lliurament dels Fotogramas de Plata 1992, lliurats per la revista espanyola especialitzada en cinema Fotogramas, va tenir lloc el 8 de març de 1993 al Centre Cultural Conde Duque. Els mestres de cerimònies foren els actors Miriam Díaz Aroca i Antonio Resines.

## Candidatures

### Millor pel·lícula espanyola
| Pel·lícula   | Director        | Resultat   |
| ------------ | --------------- | ---------- |
| Belle Époque | Fernando Trueba | Guanyadora |

### Millor pel·lícula estrangera
| Pel·lícula  | Director       | Resultat   |
| ----------- | -------------- | ---------- |
| Sense perdó | Clint Eastwood | Guanyadora |

### Millor actriu de cinema
| actriu        | Pel·lícula                                  | Resultat   |
| ------------- | ------------------------------------------- | ---------- |
| Carmen Maura  | Sur la Terre comme au ciel La reina anónima | Candidata  |
| Maribel Verdú | Belle Époque Salsa rosa                     | Candidata  |
| Ariadna Gil   | Belle Époque Amo tu cama rica               | Guanyadora |
| Penélope Cruz | Belle Époque Jamón, jamón                   | Candidata  |

### Millor actor de cinema
| Actor            | Pel·lícula                                        | Resultat  |
| ---------------- | ------------------------------------------------- | --------- |
| Jorge Sanz       | Belle Époque Orquesta Club Virginia               | Guanyador |
| Antonio Banderas | Una mujer bajo la lluvia Els reis del mambo       | Candidat  |
| Javier Bardem    | Jamón, jamón                                      | Candidat  |
| Juanjo Puigcorbé | Un paraguas para tres La reina anónima Salsa rosa | Candidat  |

### Millor actor de televisió
| Actor            | Sèrie de televisió                  | Resultat  |
| ---------------- | ----------------------------------- | --------- |
| Carlos Larrañaga | Farmacia de guardia                 | Candidat  |
| Alfredo Landa    | El Quijote de Miguel de Cervantes   | Candidat  |
| Fernando Rey     | El Quijote de Miguel de Cervantes   | Guanyador |
| Imanol Arias     | Brigada Central 2: la guerra blanca | Candidat  |

### Millor actriu de televisió
| Actriu            | Sèrie de televisió             | Resultat   |
| ----------------- | ------------------------------ | ---------- |
| Concha Cuetos     | Farmacia de guardia            | Guanyadora |
| Ariadna Gil       | Betes i films Crónicas del mal | Candidata  |
| Lloll Bertran     | El joc del segle               | Candidata  |
| María Luisa Ponte | Farmacia de guardia            | Candidata  |

### Millor intèrpret de teatre
| Intèrpret/Companyia | Muntatge   | Resultat  |
| ------------------- | ---------- | --------- |
| Concha Velasco      | La truhana | Guanyador |